# Comitatul Adams, Mississippi
Comitatul Adams, conform originalului din engleză, Adams County, este unul din cele 82 de comitate ale statului Mississippi, Statele Unite ale Americii. Sediul comitatului este localitatea Natchez.  Denominarea FIPS a comitatului Adams este 28 - 001 Arhivat în 13 iulie 2011, la Wayback Machine..

## Demografie
|  | Graficele sunt indisponibile din cauza unor probleme tehnice. Mai multe informații se găsesc la Phabricator și la wiki-ul MediaWiki. |

Date: Wikidata - grafică realizată de Wikipedia